# Рачинский хребет
Рачи́нский хребе́т (груз. რაჭის ქედი) — горный хребет в Грузии и Южной Осетии, в центральной части Большого Кавказа на южной стороне. Наибольшые высоты — 2862 м (г. Лебериусмта), 3007 м (Мачхарахох, 42°31′07″ с. ш. 43°51′08″ в. д.), 3408 м (Картатраг, 42°32′12″ с. ш. 43°54′10″ в. д.). Рачинский хребет разделяет бассейны рек Кишелта, Цата, Большая Лиахви на востоке и Джочиара, Джоджора и Риони на западе.
Широко развит карст. На склонах буковые и темнохвойные леса, субальпийские и альпийские луга.
У юго-западных отрогов расположено Ткибульское угольное месторождение.
У северо-восточных — Кваисское месторождение свинцово-цинковых руд.